# Dirk Weitze
Dirk Weitze (* 18. Juli 1970) ist ein ehemaliger deutscher Fußballspieler.

## Sportliche Laufbahn

### Vereinskarriere
Nominell noch zum Juniorenoberligateam des FC Carl Zeiss Jena gehörend, spielte er bereits als 17-jähriger Nachwuchsspieler 1987/88 in der FCC-Reserveelf in der zweitklassigen Liga. Nach einer Zwischenstation bei der BSG Jenaer Glaswerk wechselte Dirk Weitze gemeinsam mit Dirk Pfitzner im Sommer 1989 zur BSG Chemie Böhlen.
In der Wendesaison 1989/90 gelang der Böhlener Betriebssportgemeinschaft mit zwölf Punkten Vorsprung vor der BSG Chemie Leipzig als Sieger der Ligastaffel B der Aufstieg in die höchsten Spielklasse des DDR-Fußballs. Für die letzte eigenständige Spielzeit des ostdeutschen Erstligafußballs trat unter dem Namen FC Sachsen Leipzig eine aus den Kadern von Chemie Böhlen und Chemie Leipzig geformte Mannschaft an. Als Tabellenzwölfter der NOFV-Oberliga 1990/91 durfte der Fusionsverein an der Qualifikationsrunde zur 2. Bundesliga teilnehmen, verpasste dort aber den Sprung in den gesamtdeutschen Profifußball.
Dirk Weitze kickte in der Premierensaison 1991/92 der Amateur-Oberliga im NOFV-Bereich für den FC Wismut Aue, kehrte aber bereits nach einem Jahr in die 1992 von Georg-Schwarz- zu Alfred-Kunze-Sportpark umbenannte Heimstätte des FC Sachsen zurück. Im Winter 1994/95 ging der frühere Erstligaspieler von Sachsen nach Thüringen für ein halbes Jahr zum 1. SV Gera in die damals viertklassige Oberliga, bevor er nach Leipzig – dieses Mal zum VfB – zurückkehrte.

### Auswahleinsätze
Im Juli 1990, wenige Tage vor der formalen Gründung des FC Sachsen Leipzig, agierte der Noch-Böhlener in der DDR-Olympiamannschaft im Spiel gegen die A-Nationalelf der USA. Im Milwaukee County Stadium im US-Bundesstaat Wisconsin wurde Dirk Weitze beim 2:1-Sieg der Auswahl des DFV zwölf Minuten vor Schluss für Jens Gerlach eingewechselt.